# Jason O'Mara
Jason O'Mara (Sandycove, Dublin; 6 de agosto de 1972) es un actor irlandés-estadounidense. Ha aparecido en las series de televisión estadounidenses Terra Nova (2011), Vegas (2012-13), Agents of SHIELD (2016-17) y The Man in the High Castle (2018-19). Por su actuación en The Siege of Jadotville (2016), ganó un premio Irish Film & Television Award como mejor actor de reparto.

## Primeros años
O'Mara nació y se crio en el barrio de Sandycove, en el sur de Dublín. Sus padres son Veronica y Stephen O’Mara. Tiene dos hermanos, Stephen y Rebecca.
Le gustaba jugar al rugby y tenía poco interés en la actuación hasta que tuvo que retirarse debido a una lesión. En ese momento decidió unirse a una obra teatral en el colegio. O’Mara empezó a trabajar en teatro, y entró en el Trinity College (de Dublín) donde se graduó con un título en arte dramático.

## Carrera
Actuó con la Royal Shakespeare Company. En Londres y Dublín trabajó en El judío de Malta y Popcorn. En 2002 fue nominado a «Mejor actor de reparto» en los Premios de Teatro de Irlanda por su interpretación de John en Bash, de Neil LaBute.
Apareció en The Homecoming, de Harold Pinter, en Londres y Dublín, así como en el Lincoln Center de Nueva York. También ha trabajado en series televisivas, entre ellas The Agency, Band of Brothers, Monarch of the Glen, High Stakes, Playing the Field, The Bill, Berkeley Square y Reach for the Moon.
Además, O'Mara representó a Sam Tyler en la versión estadounidense de la serie británica Vida en Marte. Luego, fue elegido para el papel principal en la serie de televisión de Fox Terra Nova, de 2011.
O'Mara también fue actor invitado en «La última palabra» (el segundo episodio de la segunda temporada de Criminal Minds), como el asesino de Mill Creek, un asesino serial que competía con el "Hombre sin sombra" (un francotirador serial interpretado por Scott Michael Morgan).

## Vida privada
En septiembre de 2003 se casó con la actriz estadounidense Paige Turco, en una ceremonia católica en Groton, Connecticut. Juntos tienen un hijo, David. La pareja se separó en 2017.
El 26 de enero de 2009, O’Mara se convirtió en ciudadano estadounidense.

## Filmografía

### Cine
| Año  | Título                             | Papel                | Notas                                |
| ---- | ---------------------------------- | -------------------- | ------------------------------------ |
| 1995 | Summertime                         | Padre Pat            |                                      |
| 1996 | Space Truckers                     | Chopper 3            |                                      |
| 2007 | Resident Evil: Extinction          | Albert Wesker        | Basado libremente en Resident Evil 5 |
| 2012 | One for the Money                  | Joe Morelli          |                                      |
| 2013 | In a World...                      | Mr. Pouncer          |                                      |
| 2014 | Justice League: War                | Bruce Wayne / Batman | Directamente a video                 |
| 2014 | Son of Batman                      | Bruce Wayne / Batman | Directamente a video                 |
| 2015 | Justice League: Throne of Atlantis | Bruce Wayne / Batman | Directamente a video                 |
| 2015 | Batman vs. Robin                   | Bruce Wayne / Batman | Directamente a video                 |
| 2016 | Batman: Bad Blood                  | Bruce Wayne / Batman | Directamente a video                 |
| 2016 | Justice League vs. Teen Titans     | Bruce Wayne / Batman | Directamente a video                 |
| 2016 | Justice League Dark                | Bruce Wayne / Batman | Directamente a video                 |
| 2016 | Wakefield                          | Dirk Morrison        |                                      |
| 2018 | Death of Superman                  | Bruce Wayne / Batman | Película animada                     |
| 2019 | Reign of the Supermen              | Bruce Wayne / Batman | Película animada                     |
| 2019 | Batman: Hush                       | Bruce Wayne / Batman | Película animada                     |
| 2020 | Justice League Dark: Apokolips War | Bruce Wayne / Batman | Película animada                     |
| 2023 | Hypnotic                           | Dr. Collin Meade     |                                      |
| 2023 | Your Lucky Day                     | Capitán Rutledge     |                                      |

### Televisión
| Año           | Título                     | Papel                                                  | Notas                                               |
| ------------- | -------------------------- | ------------------------------------------------------ | --------------------------------------------------- |
| 1996          | Soldier Soldier            | Médico                                                 |                                                     |
| 1998          | Berkeley Square            | Ned Jones                                              |                                                     |
| 1998          | Peak Practice              | Billy Matters                                          |                                                     |
| 1998          | Berkeley Square            | Ned Jones                                              |                                                     |
| 1999          | The Mrs Bradley Mysteries  | Jake Hicks                                             |                                                     |
| 2000          | The Bill                   | Detective Richard Pallister                            |                                                     |
| 2000-2002     | Playing the Field          | Lee Quinn                                              | Serie de televisión                                 |
| 2001          | Monarch of the Glen        | Fergal MacLure                                         | Serie de televisión                                 |
| 2001          | The Cassidys               | Dominic                                                |                                                     |
| 2001          | High Stakes                | Greg Hayden                                            |                                                     |
| 2001          | Band of Brothers           | Teniente primero Thomas Meehan III                     | Miniserie de HBO                                    |
| 2002-2003     | The Agency                 | Andrew Blake "A.B." Stiles                             | Serie de televisión                                 |
| 2004          | CSI: Miami                 | Dr. Keith Winters                                      | 1 episodio                                          |
| 2005-2008     | The Closer                 | Bill Croelick                                          | 2 episodios: "Fatal Retraction" y "Controlled Burn" |
| 2006          | Men in Trees               | Stuart                                                 |                                                     |
| 2006          | Criminal Minds             | Mill Creek Killer                                      |                                                     |
| 2006          | In Justice                 | Charles Conti                                          |                                                     |
| 2008          | Grey's Anatomy             | Philip                                                 | 2 episodios                                         |
| 2008-2009     | Life on Mars               | Detective Samuel "Sam" Tyler                           | Serie de televisión Personaje principal             |
| 2009          | Trust Me                   | Stu Hoffman                                            | 1 episodios                                         |
| 2011          | Terra Nova                 | Jim Shannon                                            | Serie de televisión                                 |
| 2012-2013     | Vegas                      | Jack Lamb                                              | Serie de televisión                                 |
| 2013          | The Good Wife              | Damian Boyle                                           |                                                     |
| 2015          | Complications              | John Ellison                                           | Serie de televisión                                 |
| 2015          | Sons of Liberty            | George Washington                                      | Miniserie                                           |
| 2016          | The Siege of Jadotville    | Sargento Jack Prendergast                              |                                                     |
| 2016-2017     | Agents of S.H.I.E.L.D.     | Jeffrey Mace / "The Patriot", director de S.H.I.E.L.D. | Serie de televisión                                 |
| 2018-2019     | The Man in the High Castle | Wyatt Price                                            | Amazon Prime. Serie (T 3-4)                         |
| 2020-presente | Bloood of Zeus             | Zeus                                                   | Original Netflix animated series                    |